# AS Noicattaro Calcio
AS Noicattaro Calcio is een Italiaanse voetbalclub uit Noicattaro die speelt in de Serie C2/C. De club werd opgericht in 1992. De clubkleuren zijn rood en zwart.

## Externe link

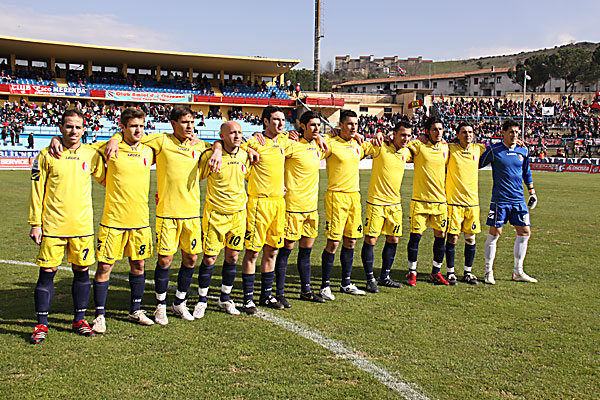
Team van maart 2009